# Mario Kart DS
Mario Kart DS (マリオカートDS, Mario Kāto Dī Esu) é um jogo de corrida desenvolvido e publicado pela Nintendo. Foi lançado para o Nintendo DS em 2005. O jogo é o quinto da série de jogos Mario Kart, e o primeiro a ser jogável através do serviço de conexão online Nintendo Wi-Fi Connection. Como outros jogos da série, Mario Kart DS traz personagens da série Mario, e coloca-os uns contra os outros enquanto competem em karts, em pistas com base em localizações na série Mario.
O jogo foi bem recebido, recebendo uma pontuação agregada de 91% da Metacritic. Louvor focado nos gráficos do jogo e jogabilidade, enquanto que as críticas apontavam para o seu modo single-player repetitivo. Mario Kart DS recebeu vários prêmios, incluindo o Editors' Choice Awards da GameSpot e IGN, o Best Handheld Game award, e o IGN's Best Racing/Driving Game and Game of the Year awards de 2005. Nos Estados Unidos, Mario Kart DS foi o jogo mais vendido no seu primeiro mês de lançamento, e manteve a posição no mês seguinte. No geral, Mario Kart DS é o terceiro jogo mais vendido para a Nintendo DS até Dezembro de 2010, com 20,7 milhões de unidades vendidas em todo o mundo.

## Jogabilidade
Mario Kart DS é um jogo de corrida, em que o jogador corre num kart como um dos doze personagens (Mario, Luigi, Peach, Yoshi, Toad, Donkey Kong, Wario e Bowser  inicialmente, a que se juntam Daisy, Dry Bones, Waluigi e R.O.B.), cada um com três karts para escolher, um modelo normal (Standards), um modelo mais lento mas que recebe itens melhores (Selectores), e um modelo mais rápido mas que recebe itens piores (Bólides). Também há um personagem que só pode ser usado através do DS Download Play: Shy Guy. Durante uma corrida, a tela superior do Nintendo DS oferece uma perspectiva de terceira pessoa do kart do jogador, enquanto que o touchscreen inferior mostra a classificação actual da corrida, os objectos transportados por cada piloto, e um mapa da pista. A tela inferior pode ser alternada para mostrar uma visão geral de toda a pista, ou uma visão panorâmica do kart do jogador e suas imediações, incluindo pilotos de próximos, perigos na pista, caixas de item, e ataques ao jogador. Cada pista possui caixas de item que o jogador pode atravessar, para receber um item seleccionado aleatoriamente, que o jogador pode usar para ganhar vantagem sobre outros pilotos. Alguns itens permitem ao jogador atacar outros pilotos para diminui-los, enquanto outros podem ser usados para acelerar o kart do próprio jogador para passar os outros pilotos com mais facilidade.
O jogo apresenta cinco modos de jogo: Grand Prix, Time Trial, Vs, Battle, e Mission. O modos Grand Prix e Vs exigem que o jogador escolha uma classe de motores entre 50 cc, 100 cc, 150 cc e 150 cc espelho. As classes servem como níveis de dificuldade, quanto maior a classe de motores, mais rápido os karts irão. Além disso, um modo de 150 cc Espelho pode ser desbloqueado, na qual karts utilizam motores de 150 cc e pistas são inversas horizontalmente. No modo Grand Prix, o jogador compete contra sete pilotos controlados por computador numa série de pistas pré-determinadas. No modo Time Trial, o jogador deve concluir o percurso o mais rápido possível. O tempo mais rápido é então guardado como um fantasma, uma cópia exacta do desempenho do jogador, que o jogador pode correr contra mais tarde. No modo Vs, o jogador corre numa pista à sua escolha, contra adversários controlados pelo computador. O modo pode ser jogado individualmente ou em equipas, que separa os pilotos em equipa azul e uma equipa vermelha. O modo Battle apresenta dois cenários, Ballon Battle e Shine Runners, que também permitem ao jogador, jogar individualmente ou em equipas. Na Ballon Battle, o jogador deve rebentar os balões dos jogadores adversários, atacando-os, ou roubando balões ao colidir com outros karts. No segundo cenário, Shine Runners, o jogador deve coleccionar Shine Sprites. O jogador pode atacar os outros pilotos para tirar-lhes um Shine Sprite, sendo que os pilotos com o menor número de Shine Sprites são eliminados do jogo ao longo do tempo.
No Mission Mode, o jogador deve completar missões, cada uma com objetivos que vão desde a colheita de moedas, a atacar inimigos. Em cada missão, o jogador controla um personagem pré-determinado. Há sete níveis, com oito missões em cada um. Depois de completar cada missão, o desempenho do jogador é dada uma nota de estrelas (três, dois ou um) ou letras (A, B, C, D, ou E). Depois de todas as oito missões de um nível estarem completos, o jogador deve completar uma missão com um boss para avançar para o próximo nível. Quando os seis primeiros níveis são completos, e ao rank de pelo menos uma estrela foi obtida em cada missão, o sétimo nível é desbloqueado. O jogo também possui um modo multiplayer, em que oito jogadores competem entre si usando o DS Download Play ou o WLAN. Mario Kart DS também se pode jogar online via Nintendo Wi-Fi Connection, em que até quatro jogadores podem jogar juntos. Quando se joga online, os participantes só podem correr uns contra os outros; o Battle Mode não está disponível quando se joga através de uma ligação online.

### Pistas
| | Circuitos novos     | Circuitos novos          | Circuitos novos          | Circuitos novos |
| Circuitos iniciais                                                                                          | Circuitos iniciais  | Circuitos desbloqueáveis | Circuitos desbloqueáveis |                 |
| Mushroom Cup                                                                                                | Flower Cup          | Star Cup                 | Special Cup              |                 |
| --- | ------------------- | ------------------------ | ------------------------ | --------------- |
| Figure-8 Circuit                                                                                            | Desert Hills        | DK Pass                  | Wario Stadium            |                 |
| Yoshi Falls                                                                                                 | Delfino Square      | Tick-Tock Clock          | Peach Gardens            |                 |
| Cheep Cheep Beach                                                                                           | Waluigi Pinball     | Mario Circuit            | Bowser Castle            |                 |
| Luigi's Mansion                                                                                             | Shroom Ridge        | Airship Fortress         | Rainbow Road             |                 |
| Circuitos antigos                                                                                           |                     |                          |                          |                 |
| Circuitos iniciais                                                                                          | Circuitos iniciais  | Circuitos desbloqueáveis | Circuitos desbloqueáveis |                 |
| Shell Cup                                                                                                   | Banana Cup          | Leaf Cup                 | Lightning Cup            |                 |
| SNES Mario Circuit 1                                                                                        | SNES Donut Plains 1 | SNES Koopa Beach 2       | SNES Choco Island 2      |                 |
| N64 Moo Moo Farm                                                                                            | N64 Frappe Snowland | N64 Choco Mountain       | N64 Banshee Boardwalk    |                 |
| GBA Peach Circuit                                                                                           | GBA Bowser Castle 2 | GBA Luigi Circuit        | GBA Sky Garden           |                 |
| GCN Luigi Circuit                                                                                           | GCN Baby Park       | GCN Mushroom Bridge      | GCN Yoshi Circuit        |                 |
| Legenda: SNES: Super Nintendo Entertainment System; N64: Nintendo 64; GBA: Game Boy Advance; GCN: GameCube. |                     |                          |                          |                 |

## Desenvolvimento
A Nintendo anunciou pela primeira vez a 11 de Maio de 2004 que planeava lançar um Mario Kart para o Nintendo DS, mostrando algumas imagens da jogabilidade do jogo, ao mesmo tempo. A empresa ofereceu o jogo ao público pela primeira vez na Game Developers Conference  de 2005. Mario Kart DS foi produzido por Hideki Konno, que também trabalhou no Nintendogs de 2005. O jogo é executado numa consistentência de 60 frames por segundo e usa personagens e ambientes em 3D.
Mario Kart DS é o primeiro Mario Kart que suporta jogar online. Konno observou que, embora Mario Kart DS e a série Halo tenham funcionalidade on-line, a maioria das pessoas que usam o recurso nos jogos Halo eram "hardcore gamers". Continuando com a tradição de introduzir uma nova mecânica de jogo em cada Mario Kart, Mario Kart DS é o primeiro da série a suportar até oito jogadores simultaneamente com apenas um cartucho de jogo. Novo para a série, o jogo também inclui um Battle Mode single-player, que não exige que haja pelo menos dois jogadores humanos. Como primeiro jogo Mario Kart para o Nintendo DS, os desenvolvedores testaram várias características que se aproveitou do touchscreen do aparelho. Eles consideraram deixar os jogadores largar items em qualquer lugar na pista em vez de apenas atrás de seu kart. No entanto, os desenvolvedores acharam muito confusa a ideia, pois o jogo já tinha muitas distracções, tornando-se difícil controlar onde colocar os itens durante a competição.
Em Mario Kart DS, os karts são capazes de ganhar um aumento de velocidade momentâneo, estando atrás de outro kart, este recurso  também foi utilizado anteriormente em no Mario Kart de 1996, Mario Kart 64. Mario Kart DS dá um maior enfoque sobre o recurso, uma vez fornece uma indicação visual quando o kart usa o recurso. Numa entrevista, Konno recorda que incluíram pistas de jogos anteriores em Mario Kart DS para que os jogadores que haviam jogado o Mario Kart original, Super Mario Kart na Super Nintendo Entertainment System se sentissem mais familiarizados com o primeiro jogo para o Nintendo DS da série.

## Recepção
Mario Kart DS foi lançado pela Nintendo para o Nintendo DS na América do Norte a 14 de Novembro de 2005, na Austrália a 17 de Novembro de 2005, na Europa, a 25 de Novembro de 2005, no Japão a 8 de Dezembro de 2005, e na Coreia do Sul a 5 de Abril de 2007. A Nintendo revelou mais tarde que Mario Kart DS, também seria vendido juntamente com uma nova cor do  Nintendo DS, o vermelho, a partir de 28 de Novembro de 2005. A Metacritic considerou que o jogo foi feito para receber "aclamação universal", dando-lhe uma pontuação agregada de 91%. O louvor foi focado nos gráficos do jogo e na  jogabilidade, enquanto que as críticas apontavam para o seu single-player repetitivo. Mario Kart DS recebeu os prêmios, Editors' Choice Awards da GameSpot e IGN. Foi nomeado pela GameSpot como o melhor de 2005 em vários prêmios, incluindo Melhor Jogo Multiplayer, Melhor Jogo de Condução, e Melhor Jogo DS, tendo vencido este último. O jogo recebeu o prêmio de Melhor Jogo Portátil da G-Phoria. A IGN deu ao jogo, o prêmio de Melhor jogo de Corrida/Condução e de Jogo do Ano de 2005.
Vários comentários elogiaram o jogo por viver de acordo com as normas estabelecidas por seus antecessores. Mesmo após encontrar falhas que tornavam o jogo online chato, a GameSpy ainda acreditava que o modo single-player e o wireless local do jogo, mais do que compensavam a falha. A Nintendo World Report notou que "as melhores características dos últimos Mario Kart estão de volta", funcionando bem com os novos recursos do Mario Kart DS, chamando o resultado final como "o jogo mais impressionante que alguma vez atingiu a Nintendo DS e também o melhor jogo da série Mario Kart". O X-Play partilhou deste sentimento, e observou que a jogo bateu todas as suas expectativas, tornando-se o "melhor jogo de corridas de kart já lançado, portátil ou não". A GameZone também acredita que Mario Kart DS "faz jus ao seu legado", com as suas pistas inventivas, o seu multiplayer, e o seu replay value. Alejandro Brown, da CBS News apreciou o uso exclusivo do jogo das características do Nintendo DS, como o seu microfone e a conectividade sem fio.
Achando difícil imaginar como a Nintendo poderia fazer um Mario Kart melhor que Mario Kart DS, a IGN elogiou o jogo e a profundidade na sua concepção. A GameSpot definiu o jogo como um "passo significativo" para a série Mario Kart, em parte porque é o primeiro da série com a funcionalidade de reprodução online. A Game Revolution disse que o jogo "vai longe" com o seu modos single-player e multiplayer. O site 1UP.com, elogiou o "pacote surpreendentemente convincente" do jogo, descrevendo-o como um "jogo de corrida portátil no mesmo nível que qualquer outro que já tenha aparecido numa consola". A revista de videojogos GamePro estava satisfeita com a variedade de pilotos, pistas, modos e opções multiplayer oferecidas, dando o jogo como um "must play" para qualquer fã da Nintendo e um requisito indispensável para qualquer proprietário duma Nintendo DS. A Computer and Video Games descreveu Mario Kart DS como o "mais completo" Mario  Kart, apesar de algumas falhas gráficas. O Eurogamer gostou do modo multiplayer do jogo, chamando-o de "genuinamente prático de jogar com outras pessoas". A publicação britânica GamesTM criticou o jogo por ser simplesmente um "polimento do conceito de Mario Kart e pouco mais", e o site de videogames Nintendophiles estava decepcionado com o "bastante repetitivo" modo single-player e os "jogadores de computador baratos".
O jogo foi o primeiro para o Nintendo DS a utilizar o Nintendo Wi-Fi Connection. Até o final da sua semana de estreia nos Estados Unidos, 112 mil pessoas compraram o jogo, dos quais 52 mil tinham-se conectado ao Nintendo Wi-Fi Connection para jogar contra outras pessoas pela Internet. Mario Kart DS foi o best-seller dos jogos portáteis no seu mês de estreia nos Estados Unidos (Novembro de 2005). Voltou a alcançar o primeiro lugar entre os jogos portáteis em Dezembro de 2005, sendo o sexto entre todas as plataformas. Caiu para o terceiro lugar entre os jogos portáteis em Fevereiro de 2007. Entre todas as plataformas, o jogo desceu ao 17º lugar em Abril de 2008, tendo subido ao 14º lugar em Maio de 2008. Voltou a descer até ao 16º lugar em Novembro de 2008. Ascendeu ao 10º lugar em Dezembro de 2008, vendendo mais de 540 000 cópias naquele mês. Foi o 10º jogo mais vendido de 2008, e o jogo mais vendido para o Nintendo DS no mesmo ano. No Japão, o jogo vendeu 224 411 cópias na sua primeira semana. Na semana de 18 a 24 de Fevereiro de 2008, caiu para 27º lugar. Voltou a subir nas tabelas, tornando-se no 16º jogo mais vendido de 7 a 13 de Abril de 2008, e ficando no 14º lugar na semana de 14 a 20 de Abril de 2008, e no 15º lugar entre 12 e 18 de Maio de 2008. Mario Kart DS vendeu 3 112 363 unidades até Julho de 2008, e 3 224 996 cópias até Janeiro de 2009, tornando-o no sexto jogo mais vendido para o Nintendo DS desde o lançamento da consola. Foi o 16º jogo mais vendido do Japão em 2008. Até Dezembro de 2010, Mario Kart DS vendeu 20,7 milhões de unidades em todo o mundo.